# مير شادي (غلزار بردسير)
مير شادي (بالفارسية: میرشادی) هي قرية تقع في إيران في البلدة المركزية. يقدر عدد سكانها بـ 39 نسمة .